# Кшищоф Зануси
Кшѝщоф Пюс Зану̀си (на полски: Krzysztof Pius Zanussi) е полски режисьор и сценарист.

## Биография
Кшищоф Зануси е роден на 17 юни 1939 г. в полската столица Варшава. Следва физика във Варшавския университет (1955 – 1959) и философия в Ягелонския университет в Краков (1959 – 1962). През 1967 г. завършва Факултета по режисура на Висшата филмова школа в Лодз.
От 1980 г. е художествен директор, а по-късно и председател на Филмово студио „Тор“. В периода 1971 – 1983 г. е заместник-председател на Сдружението на полските филмови дейци. От 1987 г. е член на Комитета за кинематография. Преподавател във Висшата школа за филмово и театрално изкуство в Лодз, професор на Шльонския университет. Преподава в National Film School във Великобритания, както и в Копенхаген. Член на Европейската филмова академия, на Папската академия за изящни изкуства и литература, на полския ПЕН клуб. През 1990 г. е избран за председател на FERA (Европейска федерация на филмовите режисьори). Консултант на Папската комисия по въпросите на културата във Ватикана. Работи като театрален режисьор в Милано, Палермо, Бон, Краков, Бремен, Базел.
Автор на книгите „За монтажа в аматьорския филм“, „Филмови новели“, „Разговори за аматьорския филм“, „Време да се мре“ (изд. „Колибри“.

## Творчество
Зануси се отличава като режисьор още с аматьорските си творби от 50-те и 60-те години. Получава награди за 9 от заснетите в този период 11 филма. Творчеството му трудно може да се причисли към конкретно направление или школа. Най-значимият период в развитието му като режисьор са 70-те години, когато изгражда и типичния герой в своите филми – човекът, принуден да направи морален избор, изправен пред изкушението да отхвърли етичните ценности. Зануси прави авторско кино, като почти винаги пише сам сценариите за своите филми. През 80-те години снима основно в Западна Европа и се превръща в творец с международна слава. Сред ключовите теми в творчеството му са проблемите за смъртта, свободата и поробването, отношението между човешката съдба и Абсолюта.

## Отличия и награди
Носител е на редица престижни полски и международни награди и отличия. Сред тях са наградата „David di Donatello“, Кавалерският кръст на Ордена на възродена Полша, Командорски орден за изкуство и литература (Франция), както и редица международни награди за цялостно творчество и принос в европейската филмова култура.
Удостоен с титлата Почетен доктор на Нов български университет (13 май 2002 г.).

## Избрана филмография
- „Структурата на кристала“/"Struktura kryształu" (1969)
- „Семеен живот“/"Życie rodzinne" (1970)
- „Зад стената“/"Za ścianą" (1971)
- „Хипотеза“/"Hipoteza" (1972)
- „Илюминация/“Iluminacja" (1973)
- „Камуфлаж“/"Barwy ochronne" (1976)
- „Спиралата“/"Spirala" (1978)
- „Императив“/"Imperativ" (1982)
- „Годината на тихото слънце“/"Rok spokojnego słońca" (1984)
- „Парадигма или силата на злото“ (1985)
- „Инвентар“/"Stan posiadania" (1989)
- „Живот за живот“/"Życie za życie" (1990) – филм за Максимилиан Колбе
- „Докосване“/"Dotknięcie ręki" (1992)
- „Братът на нашия Бог“/"Brat naszego Boga" (1997)
- „Животът като смъртоносна болест, предавана по полов път“/"Życie jako śmiertelna choroba przenoszona drogą płciową" (2000)
- „Persona non grata“ (2005)
- „Il Sole Nero“ (2007)
- „Чуждо тяло“/"Obce ciało" (2014)